# Ист-Пало-Алто
Ист-Пало-Алто (англ. East Palo Alto) — город в округе Сан-Матео в штате Калифорния в Соединённых Штатах Америки.
Согласно данным переписи населения США 2020 года число жителей города 
составляло 30 034 человек, что, для такого небольшого населённого пункта, существенно больше (+ 6.7%), чем было во время предыдущей переписи проводившейся в 2010 году (28 155 человек).

## История
В доколумбову эпоху на этих землях жили коренные американцы из народа олони (по крайней мере с 1500 по 1000 год до нашей эры). Один курган был обнаружен в 1951 году во время разработки подразделения University Village около сегодняшней средней школы Костаньо (англ. Costaño School). После годичных раскопок 60 могил и 3000 артефактов исследователи пришли к выводу, что индейцы использовали эту территорию как кладбище и временный лагерь, а не как постоянное поселение. 
С началом Первой мировой войны в Ист-Пало-Алто был создан военный полигоном, от которого до наших дней сохранился только госпиталь Управления по делам ветеранов в Менло-Парке. В 1940-х годах Ист-Пало-Алто был фермерским сообществом со множеством жителей с японскими корнями. Во время Второй мировой войны, после атаки на Пёрл-Харбор, многие японцы были выселены и отправлены в концентрационные лагеря и уже никогда не вернулись в Ист-Пало-Алто.

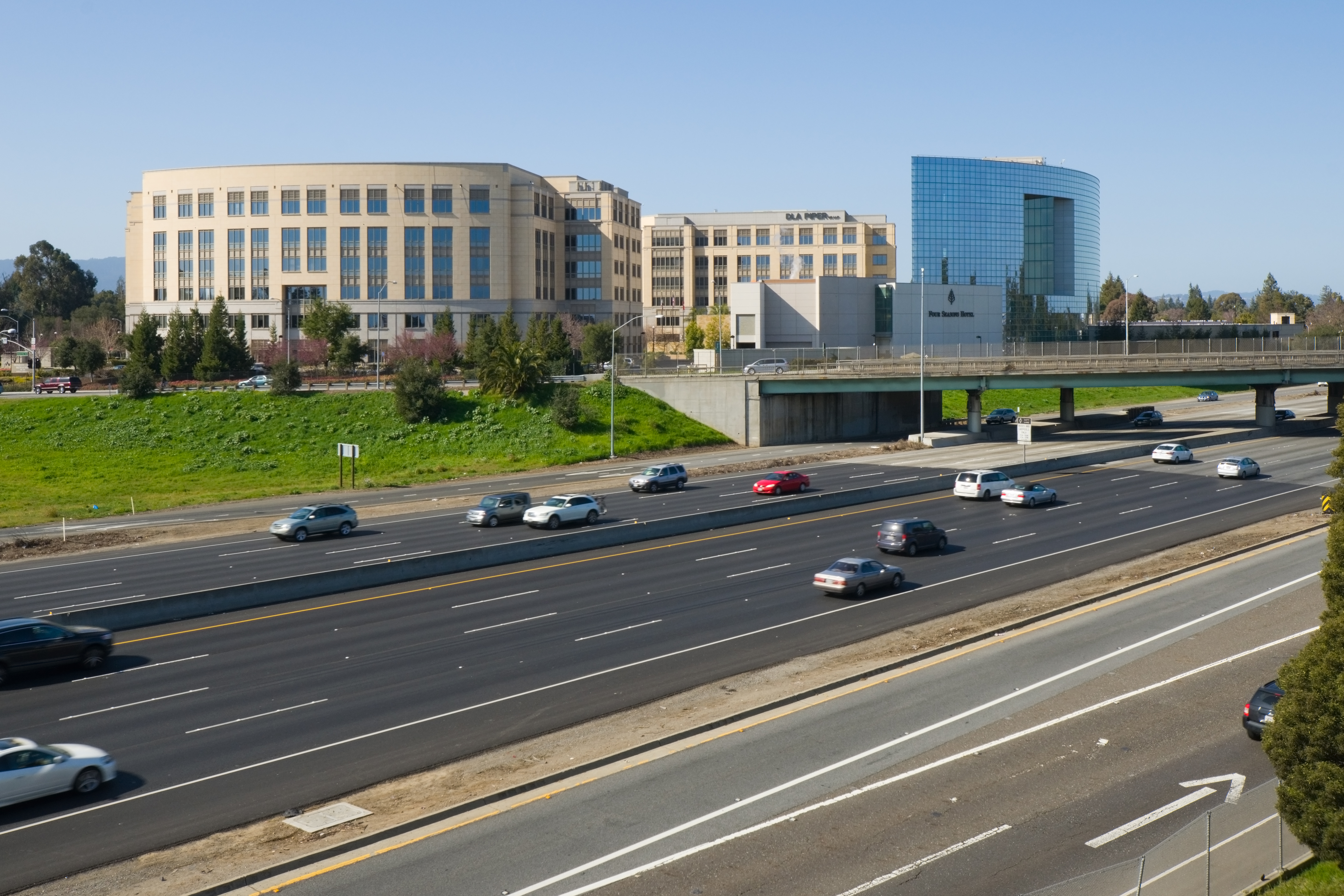
Университетский круг

1 июля 1983 года сообщество было включено в реестр штата и Ист-Пало-Алто официально стал городом.
В 1980-х годах большое количество латиноамериканцев переехало в Ист-Пало-Альто, и к 1990 году город потерял своё чернокожее большинство, которое сократилось с 60 процентов в 1980 году до 41,5 процента в 1990 году, в то время как латиноамериканское население увеличилось с 14 процентов до 36 процентов.
В 1992 году в городе был зафиксирован самый высокий в стране уровень убийств на душу населения: 42 убийства на 25 000 жителей. Это привело к тому, что в 1990-е годы Ист-Пало-Альто называли в США «столицей убийств».

## География

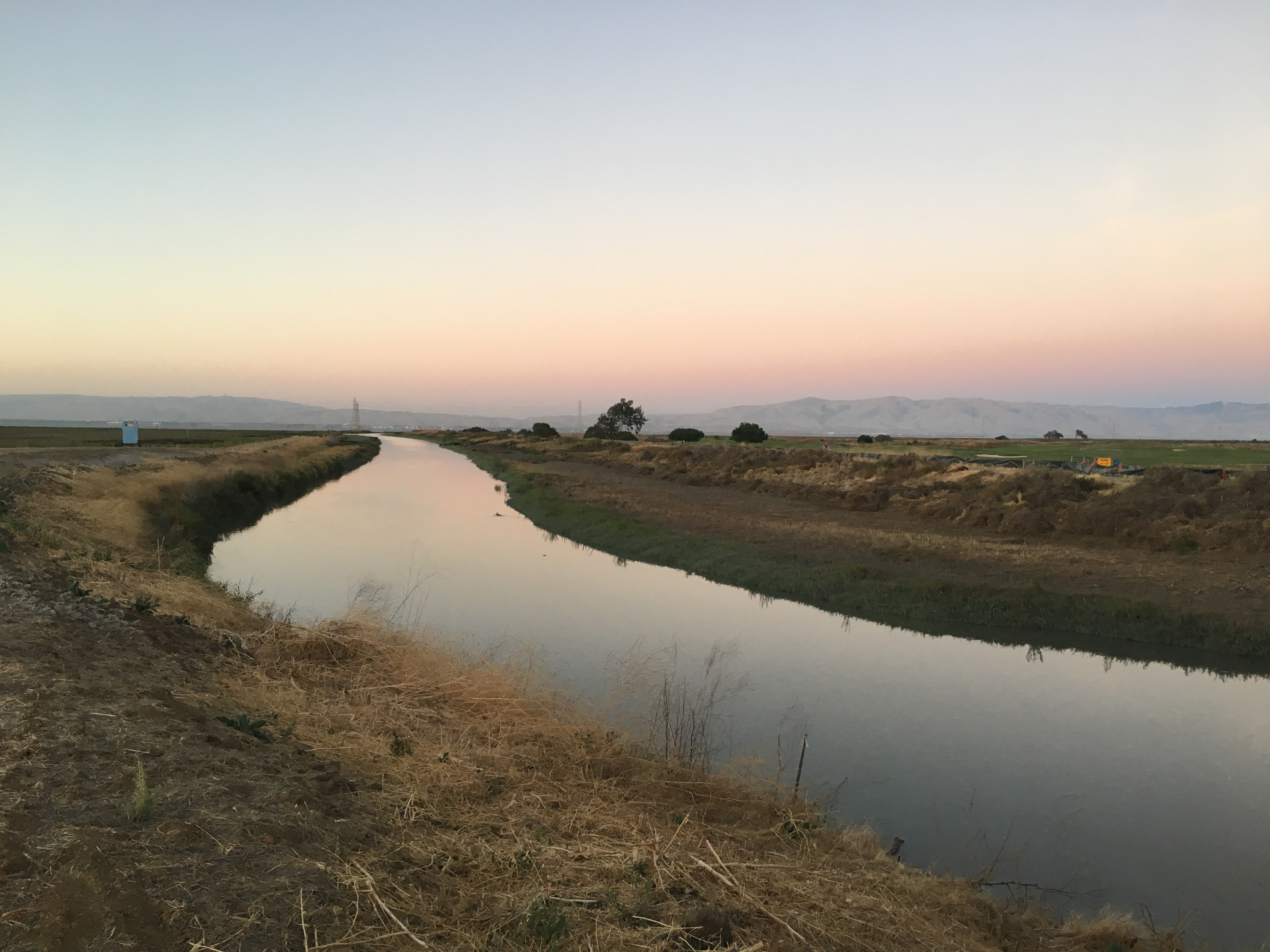
Сан-Францискито-Крик

Ист-Пало-Алто расположен на полуострове Сан-Франциско, примерно на полпути между городами Сан-Франциско и Сан-Хосе. На севере и востоке находится залив Сан-Франциско, на западе — город Менло-Парк, а на юге — город Пало-Альто.
Согласно данным Бюро переписи населения США, город имеет общую площадь 2,6 квадратных мили (6,7 км2), из которых 2,5 квадратных мили (6,5 км2) — это суша и 0,1 квадратных мили (0,26 км2 или 4,11%) приходится на водную поверхность.